# Ur vattnet i elden
Ur vattnet i elden (engelska: Duchess of Idaho) är en amerikansk romantisk komedifilm från 1950 i regi av Robert Z. Leonard. I huvudrollerna ses Esther Williams och Van Johnson, detta var deras fjärde gemensamma film. 

## Rollista i urval
- Esther Williams - Christine Riverton Duncan
- Van Johnson - Dick Layne
- John Lund - Douglas J. Morrison Jr.
- Paula Raymond - Ellen Hallit
- Mel Tormé - Cyril, piccolon
- Lena Horne - sig själv (cameoroll)
- Eleanor Powell - sig själv (cameoroll)
- Clinton Sundberg - Matson
- Connie Haines - Peggy Elliot
- Amanda Blake - Linda Kinston
- Tommy Farrell - Chuck
- Sig Arno - M. Le Blanche
- Dick Simmons - Alec J. Collins
- Red Skelton - konferencier